# Laboratorio di analisi
Un laboratorio di analisi è un particolare laboratorio chimico dove vengono effettuate misure su materiali e sostanze, allo scopo di produrre un referto che attesti le caratteristiche dell'oggetto dell'analisi.
Ad esempio i laboratori di analisi degli ospedali si occupano di misurare i parametri di campioni di materiale biologico tra cui sangue (che include siero sanguigno e plasma), urina, liquido cerebro-spinale e tessuto.

## Laboratorio di analisi cliniche
I laboratori di analisi cliniche sono il luogo in cui si svolge la "medicina di laboratorio".
I laboratori possono essere dedicati esclusivamente all'attività di prelievo e analisi di campioni biologici, o parte di una struttura più grande, come un ospedale, una clinica o un istituto di ricerca. Sono classificati a seconda del livello tecnologico delle indagini svolte (laboratori generali, laboratori specializzati) e sono divisi per settori, tra cui
- Ematologia, ossia l'analisi del sangue intero.
- Sierologia, ossia l'analisi del siero che include la Chimica clinica e Immunologia o Immunometria
- Microbiologia, Virologia e Citologia.

La produttività di un laboratorio si misura in milioni di test per anno.
Il personale è suddiviso in:
- direttore (laureato in medicina o biologia o chimica)
- collaboratori
- tecnici di laboratorio
- personale ausiliario
- personale amministrativo

I campioni biologici vengono distinti per
- urgenza:
  - routine (risultati non urgenti);
  - urgenti o STAT (dall'inglese Short Turn-Around Time), con risultati attesi entro due ore;
  - pronto soccorso, con risultati parziali trasmessi appena disponibili;
- provenienza:
  - interni (pazienti ricoverati nella struttura);
  - esterni (dalla sala prelievi);
  - "service", ossia campioni provenienti da strutture che non dispongono delle attrezzature (altri ospedali);

Le attrezzature presenti si possono raggruppare per fasi di lavorazione del campione.

### Preanalitica
Il campione biologico raccolto presso il punto di prelievo spesso viene aliquotato o trasferito in contenitori adatti alle fasi successive di lavorazione, ad esempio un vetrino portaoggetti per le analisi al microscopio, o una provetta sottovuoto di tipo specifico, o su un terreno di coltura.
In questa fase quindi possono essere usati:
- Micropipetta, per trasferire liquidi da un contenitore ad un altro;
- Dispensatore di reagenti o soluzioni
- Centrifuga, per separare i componenti di peso specifico diverso
- Incubatore, ossia un ambiente a temperatura controllata, solitamente nella gamma che maggiormente favorisce l'attività cellulare.

### Analisi
Quando il campione è pronto per la fase di analisi, viene inserito nell'apparecchiatura di misura.
Tra gli apparecchi di misura usati vi sono:
- Microscopio, per l'analisi manuale da parte di un operatore
- Analizzatore automatico, macchine complesse che automatizzano tutta o parte della fase preanalitica, dosano reagenti ed effettuano la misura, e la conversione da unità base (spesso unità di luce) alle unità metriche del risultato.

Nei moderni laboratori ospedalieri, una parte rilevante del lavoro di gestione delle analisi viene compiuta usando l'informatica. Sono necessari complessi programmi gestionali, noti col nome di Laboratory Information System che tengono traccia dell'anagrafica dei pazienti, si collegano al database ospedaliero, ricevono e trasmettono le richieste di analisi, filtrano i risultati ottenuti dagli analizzatori, li conservano nel proprio database, gestiscono la stampa del referto.
Tra le analisi effettuate vi sono:
- Emocromo

### Post analisi
Successivamente all'analisi, il campione deve essere stoccato o cestinato, come rifiuto biologico.
Nel caso di alcune analisi del sangue, ad esempio, il campione deve essere congelato e conservato per sei mesi, per motivi legali.
In questa fase possono essere usati:
- Pipettatore
- Frigorifero
- Congelatore

Spesso (circa il 10% dei casi) accade che il primo risultato delle analisi non è convincente, o addirittura nullo. In questo caso il campione deve essere ripreso, in tempo utile, per ripetere le analisi.
I campioni biologici presentano notevoli difficoltà di conservazione, perché spesso vi è ancora attività cellulare o fisiologica in corso. Ad esempio, il sangue coagula anche fuori dal corpo, e i globuli rossi consumano gli zuccheri, modificando nel tempo il risultato della misura della glicemia.

## Laboratorio di analisi farmacologica
Le industrie farmaceutiche o i centri di ricerca sul farmaco dispongono di laboratori in cui analizzare farmaci, o composti chimici candidati a diventare farmaci.
In alcuni laboratori, si sperimenta su migliaia di composti chimici, generati con metodologie randomiche o quasi, nella speranza di trovare un composto buono (High Throughput Screening).
La strumentazione di misura utilizzata include:
- Fluorimetro
- HPLC
- Beta counter
- Spettrofotometro